# (4304) Geichenko

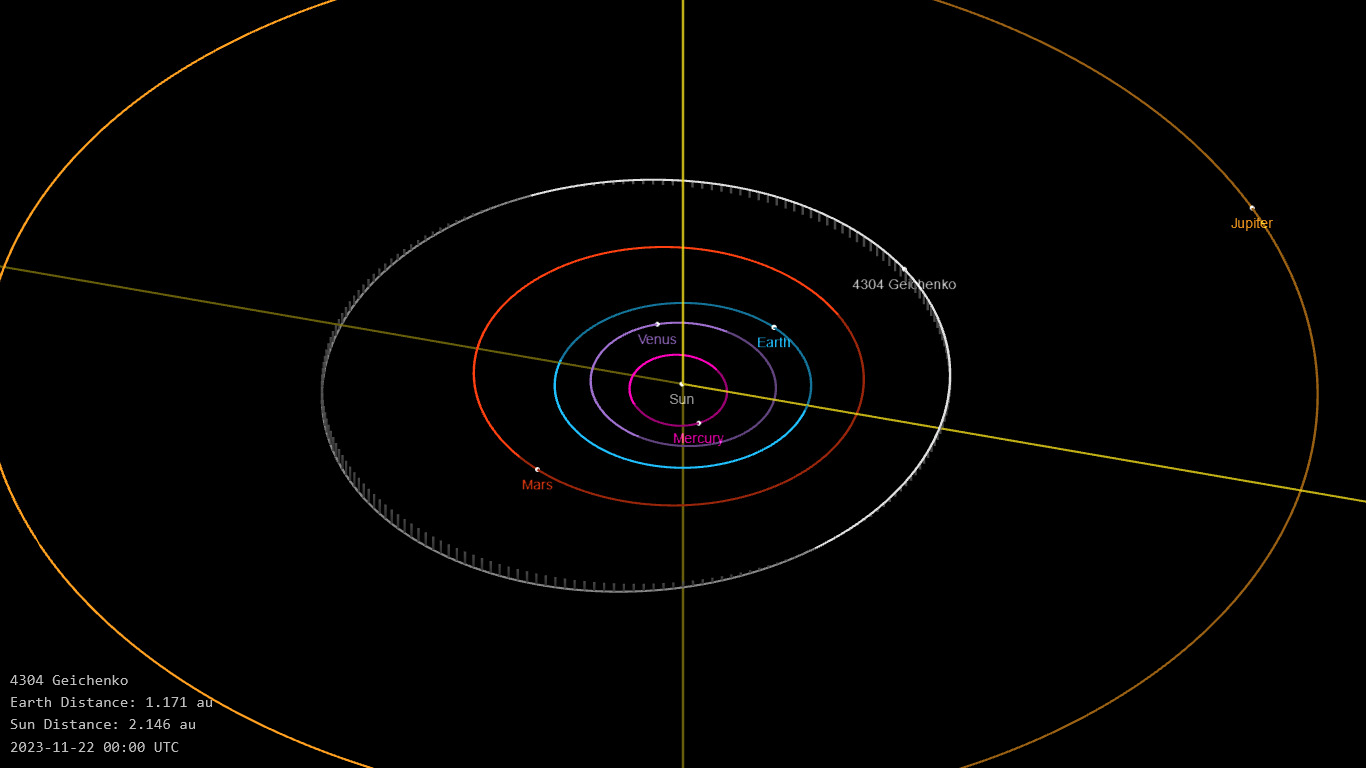

(4304) Geichenko ist ein Hauptgürtelasteroid, der am 27. September 1973 von Nikolai Stepanowitsch Tschernych vom Krim-Observatorium aus entdeckt wurde.
Der Asteroid wurde nach dem sowjetischen Schriftsteller Semyon Stepanovich Geichenko benannt.